# Römische Thermen (Weißenburg)

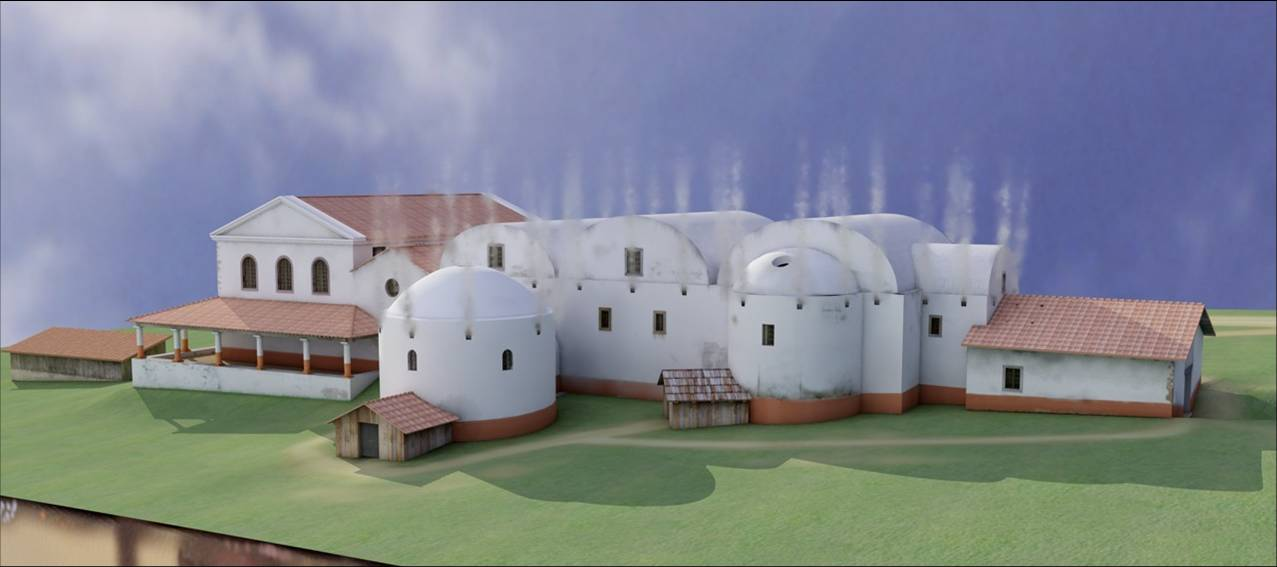
Rekonstruktionsversuch der römischen Bäder von Weißenburg in ihrer abschließenden Phase. Rauch steigt von den Feuerungsstellen auf.

Die Römischen Thermen von Weißenburg – auch Große Thermen genannt – zählen zu den bemerkenswertesten Relikten des römischen Kastells und Vicus Biriciana zur Sicherung der Nordgrenze der Provinz Raetia (Obergermanisch-Raetischer Limes). Diese Thermen  an der Peripherie der heutigen Stadt Weißenburg in Bayern zählen zu den wenigen, die auf germanischem Boden erhalten sind; sie wurden 1977 entdeckt und sind seit 1983 zu einem Museum ausgebaut.

## Baugeschichte

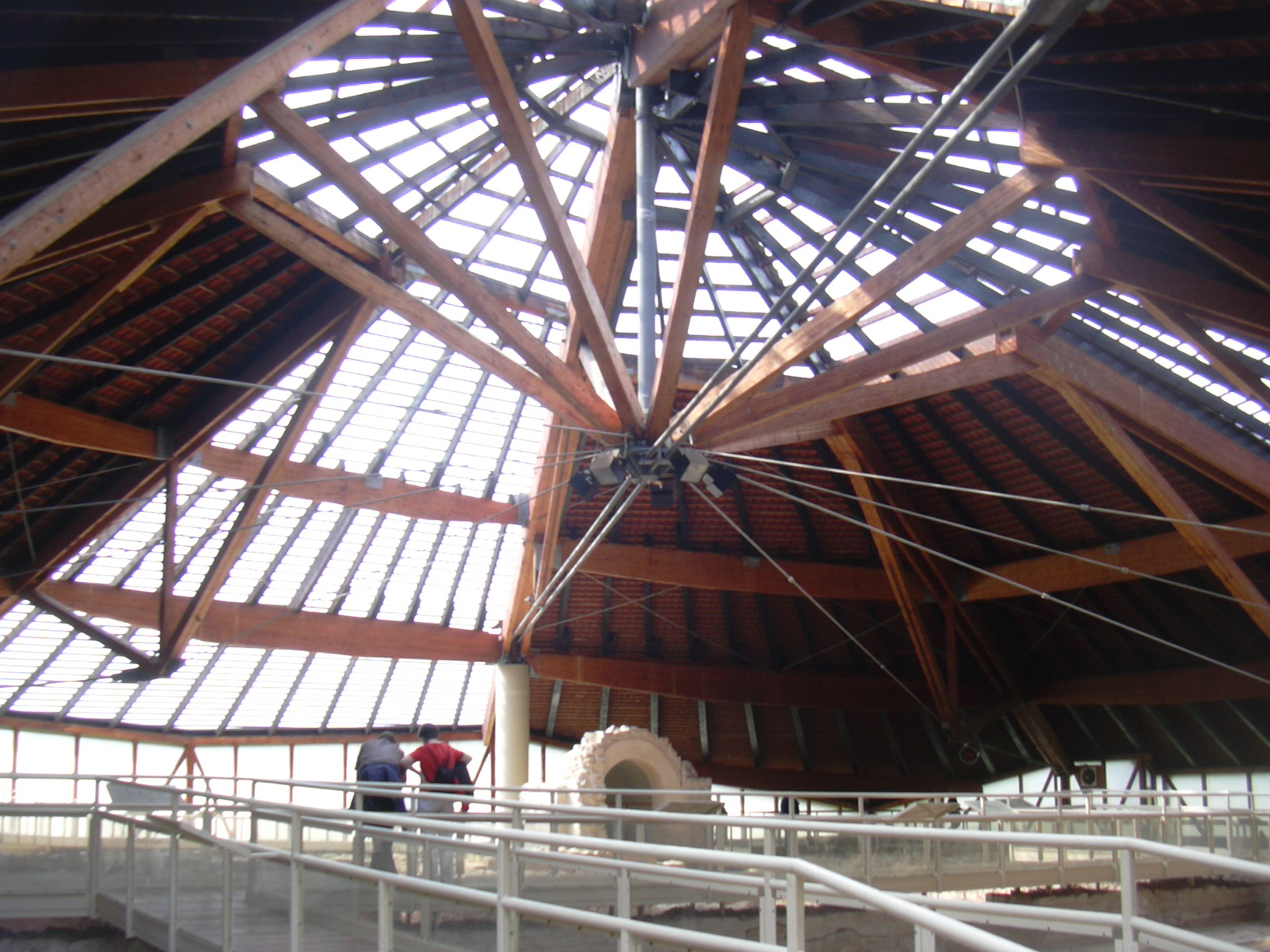
Große Therme Weißenburg: Geführter Rundgang unter Zeltdachkonstruktion

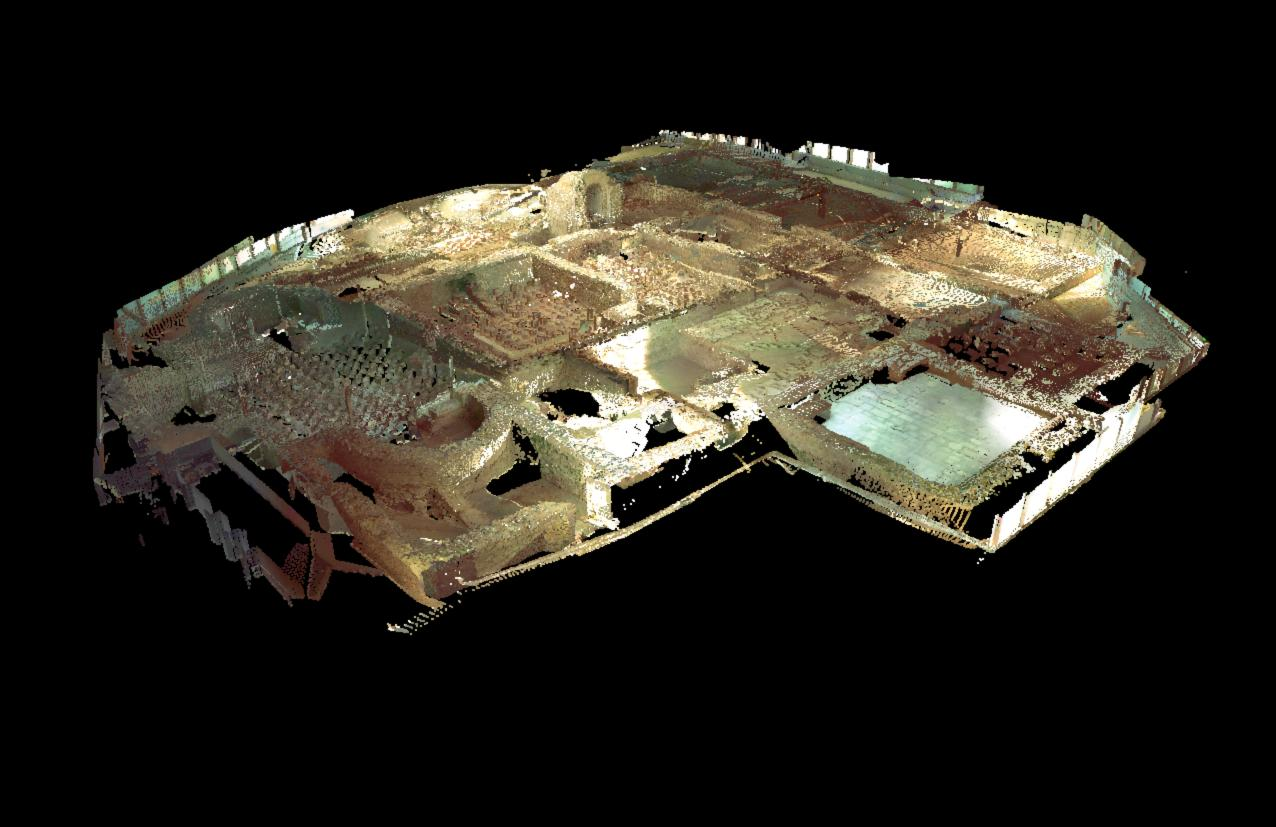
Foto einer dreidimensionalen, isometrischen Texturansicht der römischen Bäder von Weissenburg, gewonnen mittels Daten der Laser-Scan-Technologie

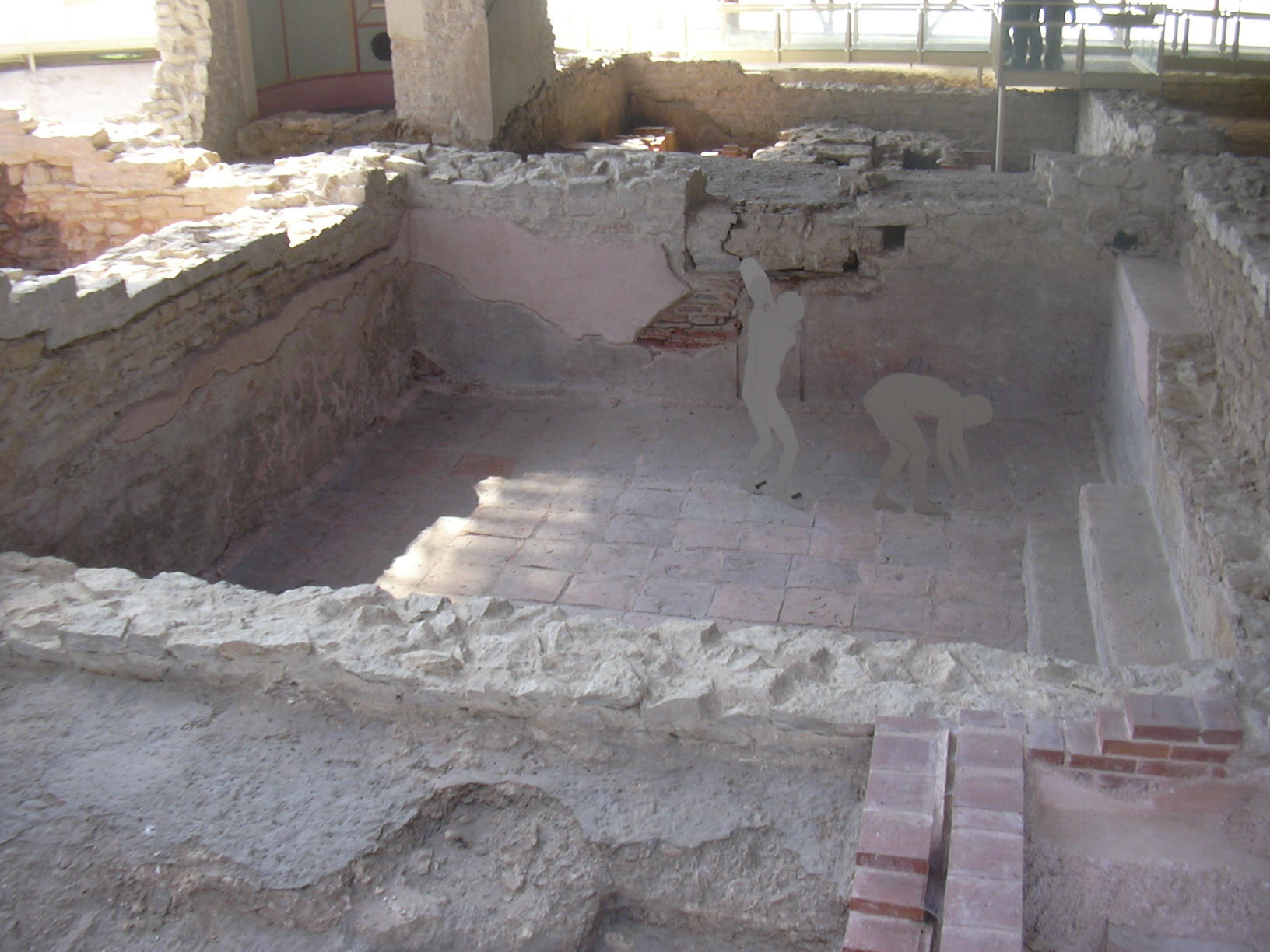
Großes Frigidarium

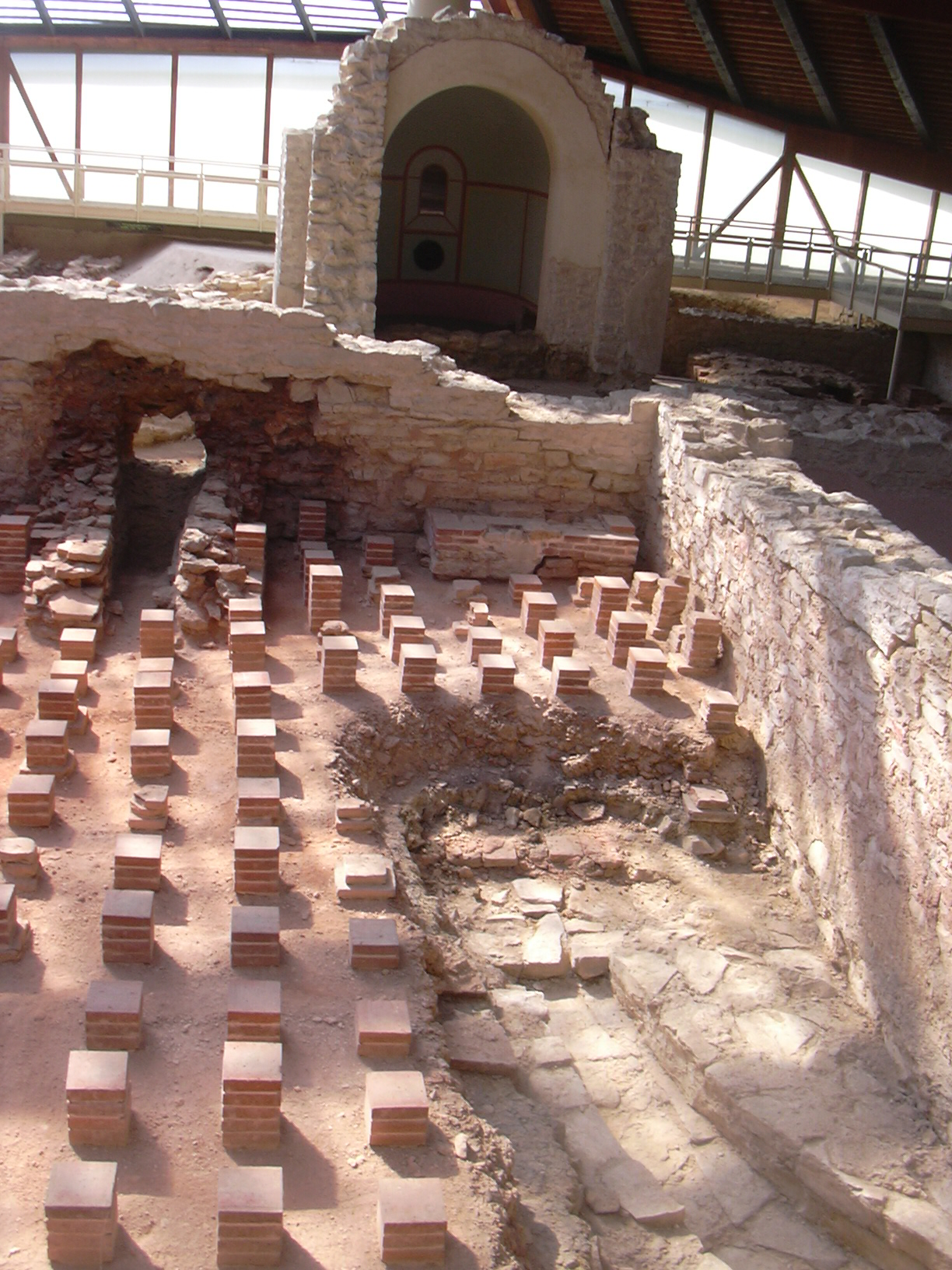
Tepidarium 1 mit Hypokausten; dahinter kleines Frigidarium

Bei der Thermenanlage sind insgesamt drei Bauphasen auszumachen:
- Der erste Bau um 90 n. Chr. entstand zeitgleich mit der Errichtung des Kastells und war ein einfaches Reihenbad. Aus dieser ersten Phase sind nur noch wenige Reste erhalten.
- Bei der Erweiterung um 130 n. Chr. wurden ein Warmbad (Caldarium), zwei Laubäder (Tepidarien), ein rundes Schwitzbad (Sudatorium), ein Kaltbad (Frigidarium), eine mit einer Portikus umgebene Basilika und eine Feldschmiede angebaut. Diese Grundanlage ist im Kern noch vorhanden und nachvollziehbar.
- Nachdem das Badegebäude wohl infolge der Markomannenkriege zerstört worden war, wurde um das Jahr 180 eine dritte mit den Abmessungen von 65 mal 42,5 Metern deutlich größere und auch luxuriösere Thermenanlage vom Ringtypus errichtet. Diese hatte Bestand, bis sie um das Jahr 230 im Zuge der Alamanneneinfälle erheblich beschädigt und 258/59 aufgegeben wurde. Danach wurden nur noch einzelne verbliebene Räume zu anderen als Badezwecken weitergenutzt.

## Anlage
Die Weißenburger Thermen waren gut ausgestattet: Einige Becken und Böden waren mit geschliffenen Kalksteinplatten ausgekleidet und die Räume mit Wandmalereien verziert. Neben Fußbodenheizungen (Hypokausten) und Warmwasserkesseln existierten auch Glasfenster, um eine angenehme Badetemperatur zu erhalten. Die Bäder wurden bei Tag und Nacht geheizt, da es einige Tage gedauert haben würde, das Gebäude erneut aufzuheizen, wenn es erst einmal abgekühlt war. Die Feuerungsstellen wurden von Sklaven mittels Holz und Holzkohle betrieben. Von ihnen strömte die Heißluft in die zu erwärmenden Räumlichkeiten.
Die durch Rekonstruktionsarbeiten und Dokumentationen aufbereiteten Ruinen liegen heute unter einem zeltförmigen Schutzbau; die Anlage ist auf einem festen Rundweg begehbar.
- Das Caldarium an der Südseite im heutigen Eingangsbereich, in dem in der Antike eine Raumtemperatur von 32 °C herrschte, hatte drei durch eine so genannte „Schildkröte“ (testudo alvei = schildkrötenförmiger bronzener Metallkessel über dem Heizkanal) beheizte Warmwasserbecken (Wassertemperatur: etwa 20–30 °C) und einen durch Hypokausten erwärmten Fußboden (rekonstruiert). Mit nur 40 cm Wassertiefe war es nur für knietiefes Waten, nicht aber zum Schwimmen geeignet.
- Die Tepidarien 1 und 2 waren durch Luftschächte mit den Heizungsräumen (praefurnia) verbunden. Sklaven schürten in den kleinen Gruben vor den Luftschächten das Feuer mit Hilfe von Holz und Holzkohle, und die heiße Luft floss ab in die beiden Laubäder. Die Thermen wurden Tag und Nacht beheizt, weil es mehrere Tage gedauert hätte, ein ausgekühltes Bad erneut zu erwärmen. Schätzungen ergaben, dass etwa 1 ha Wald pro Jahr gerodet werden musste, um den Betrieb aufrechtzuerhalten.
- Das runde Sudatorium (Dampfschwitzbad) an der Westseite mit Hypokausten, von dem nur noch wenige Grundmauern stehen, stammt aus der Bauphase 2 und wurde nach der Zerstörung nicht wieder aufgebaut. Es bestand ein Verbindungsgang ins Tepidarium 2 und von dort in ein kleines Frigidarium mit original erhaltenem Ziegelfußboden. Das Wasser dort war 1,10 m tief, die Fläche aber nur zum Eintauchen (nicht zum Schwimmen) geeignet. In Bauphase 3 wurde das Becken zugeschüttet und der Raum als Umkleideraum (Apodyterium) verwendet.
- Bei der „neuen Sauna“ mit Hypokaustenheizung (aus der dritten Bauphase) ist der Fußboden original erhalten. Das zu dieser Sauna gehörige Frigidarium wurde rekonstruiert.

- An der Nordseite der Anlage lag die so genannte Basilika. Diese war ursprünglich ein freier Platz (palaestra), in der zweiten Bauphase ein Säulengang (porticus) und in der dritten eine Turnhalle. Hier kamen die Badegäste zu gymnastischen Übungen zusammen. Erhalten ist fast nichts. Mittendurch führten zwei Abwasserkanäle, in denen bei den Ausgrabungsarbeiten allerlei Alltagsgegenstände gefunden wurden (Haarnadeln, Parfümflakons, Keramik), die heute im Römermuseum Weißenburg aufbewahrt werden.

- Die Feldschmiede vor Ort diente zur Herstellung von Nägeln, Klammern, Haken und Beschlägen. Als kegelförmige Vertiefung ist die Stelle heute noch erkennbar.

- An der Ostseite der Anlage ist Bausubstanz ausschließlich aus der dritten Bauphase vorhanden: Sauna, Winter-Apodyterium und ein großes Frigidarium. Hier befand sich das größte Becken der Therme (8,80 m × 7,70 m), das bei nur 60 cm Tiefe allerdings nur zum Wassertreten – nicht zum Schwimmen – geeignet war. Der Boden aus Solnhofer Kalkplatten wurde teilweise restauriert.
- An der Südseite (Ausgangsbereich) befindet sich ein drittes kleines Tepidarium aus der letzten Bauphase. Es lag als Verbindungs- und Übergangsraum zwischen Caldarium und großem Frigidarium. Der Gast des 3. Jahrhunderts im Frigidarium hatte die Wahl, entweder auf kurzem Wege durch dieses kleine Tepidarium oder in ausführlicherem Bade- und Saunagang über die Tepidarien 2 und 1 (und nach Belieben neue Sauna) ins Caldarium zu gelangen. Dies war der Vorteil des Ringbades gegenüber dem Reihenbad.